# Gut Weyern

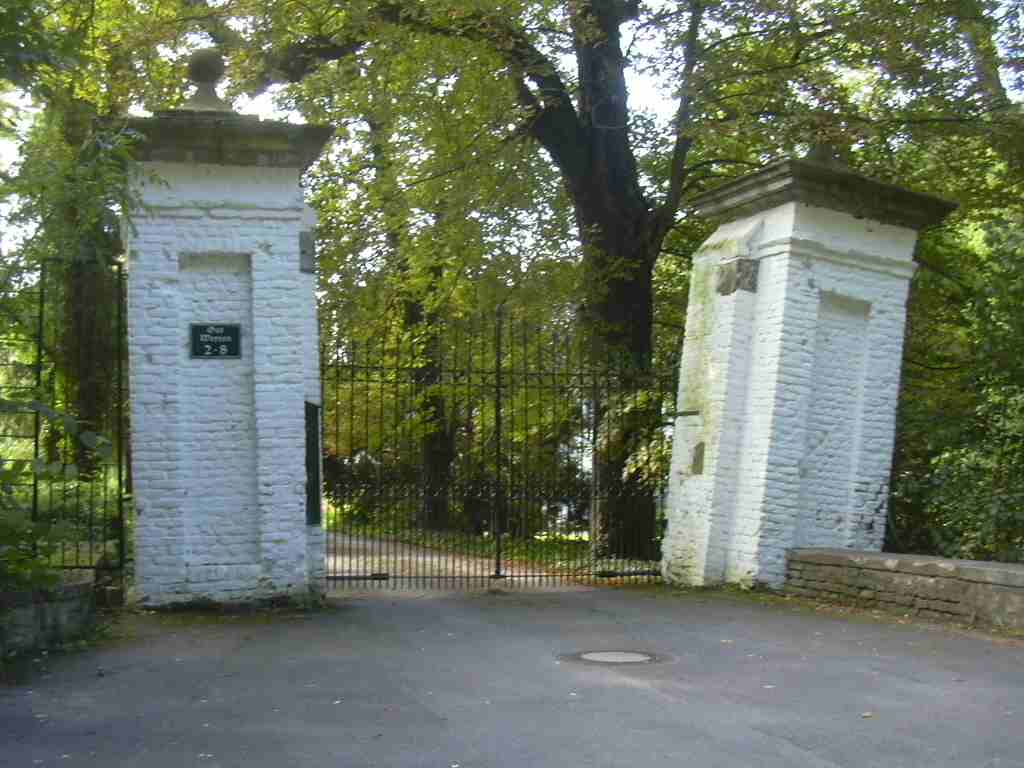
Die Einfahrt zum Gut

Gut Weyern ist ein Gutshof mit Herrenhaus im Burgauer Wald am Ortsrand von Düren, Nordrhein-Westfalen.
Das Gut liegt im Dürener Stadtwald (Burgauer Wald) direkt neben einem begrünten Schuttberg. Dieser künstliche Berg besteht aus Trümmerresten der Stadt Düren nach dem Luftangriff vom 16. November 1944. Gegenüber steht das Berufsförderungswerk Düren.
Das Gut Weyern umfasst die Flurstücke 17 bis 32 der Flur 62 in der Gemarkung Düren.
Das Gut, vormals Grevenweyer genannt, muss diesen Namen schon vor 1336, als die Grafen von Jülich zu Markgrafen ernannt wurden und im Jülicher Besitz gewesen sein. Die Herzöge von Jülich-Berg besaßen das Gut bis zur französischen Übernahme.

## Älteste Nachrichten
Am 28. November 1398 wird die Lage von Grundstücken des Hofes Bedbur, einem Lehen im Gerichtsbezirk Lendersdorf, beschrieben mit „tusschen der Rüren und des Greven weyer“. Am 8. Januar 1409 heißt es: 10 Malter Roggen zahlt Hermann von Dülken von 13 1/2 Morgen Acker und Weingärten „by des Grevens wijer“.
Im Jahr 1532 oder 1533 erwähnt der damalige Wehrmeister Johann Nickel ein zum Gut Weyern gehöriges Haus. Unter anderem wurden auch zwei Weiher und ein Graben aufgeführt. Die Weiher wurden aus einem Rurteich und einer nahegelegenen Quelle gespeist. Seit dem Ende des 17. Jahrhunderts sind folgende Pächter bekannt:
Johann Hilger Mulartz mit seiner Frau Katharina Christina Steprath, seit 1695 Hofrat Johann Neuling (1723 und 1739 war er Bürgermeister von Düren). Anfang des 18. Jahrhunderts besaß es die Familie Frinken. Der Rentmeister Frinken gab am  27. September 1711 an, dass am Gebäude ein kleines Häuschen und Viehstallungen lägen. Dieses Haus stand im damals trockenen Heffelsweiher. Die Pächterfamilie Frinken wurden vom Dürener Bürgermeister und Vogt Anton Hermann Balthasar Ricker abgelöst. 1754 gehörten zum Gut vier Weiher mit insgesamt 93 Morgen Fläche. Ricker setzte mehrere Weiher, darunter den Heffelweiher, wieder unter Wasser. Außerdem ließ er Ställe und eine Scheune errichten. Aus seiner Pächterzeit stammen auch die beiden schräg nach außen geneigten Ziegelsteinpfeiler an der Einfahrt.
Weitere Pächter waren der Nörvenicher Rentmeister Maximilian Theodor Emmanuel Mertz von Mertzenfeld (1759), Paul Thurn, zweiter Ehemann von Mertzenfelds Witwe Eva Hohns (1796), und Leonard Jacob Engels. Er pachtete den Weyerhof am 3. Februar 1799 für eine Jahrespacht von 485 Francs. Zu dieser Zeit lagen im Erdgeschoss des Hauses eine Brennerei und ein Getränkeausschank. Als Bewirtschafter setzte Engels Matthias Hochmann aus Krauthausen ein, der bis 1802 auf Gut Weyern lebte und die Hälfte der Jahrespacht an Engels zahlen musste.
Bis zur französischen Zeit verblieb Grevenweyern stets im Besitz der Herzöge von Jülich-Berg bzw. der Kurfürsten von der Pfalz.
Nach Übernahme durch den französischen Staat wurde das Gut am 13. Juli 1804 zum Preis von 17.200 Francs an Ferdinand Joseph Effertz aus Aachen verkauft. Drei Tage nach dem Kauf teilte er der Domänenverwaltung mit, dass er das Anwesen für den Dürener Geschäftsmann Johann Paul Schenkel gekauft habe. Der Pächter war Jakob Kuckertz, dessen Familie bis 1872 auf dem Gut wohnte. Johann Paul Schenkel vererbte das Anwesen an seinen Sohn Rudolf Schenkel. Über die Töchter Wilhelmine Elisabeth (verheiratet mit Kommerzienrat Carl Friedrich Schoeller) und die Enkelin Ernestine Schoeller (verheiratet mit Richard Prym) kam der Weyerhof an die Familie Prym. Ernstine starb am 24. Juni 1878 in Düren und vererbte den Weyerhof an die drei Kinder Friedrich, Eugen und Ida Helene. Pächter waren dann die Familien Chorus (1880), Schnitzler (ab 1893), Strepp (1903–1910), Buntenbroich (um 1925) und das Ehepaar Kieselstein (ab 1926). Am 28. Juni 1940 erwarb die Stadt Düren Gut Weyern von den Erben Prym. Im Kaufpreis von 328.000 Reichsmark waren auch 330 Morgen Land inbegriffen.
Aus dem 18. Jahrhundert stammen die beiden charakteristischen, nach außen geneigten Ziegelsteinpfeiler an der Hofzufahrt. Ein Teil des Gutes ist von einem Wassergraben umgeben. An einer Außenseite ist der Köpfelstein zu sehen, der Überrest einer Hinrichtungsstätte ist.

## Gebäude
Schon in den ältesten Rechnungen aus den Jahren 1532/1533 erwähnt Wehrmeister Johann Nickel ein zum Gut gehörendes Haus. Er hatte Zimmerleute und Dachdecker bezahlt. Für Strohbündel zum Dachdecken bezahlte er fünf Mark.
Das zweigeschossige fünfachsige Herrenhaus wurde am Anfang des 18. Jahrhunderts erbaut und hat ein Satteldach. Es handelt sich um einen Backsteinbau mit Werksteingewänden. Feldseitig wurde ein moderner Anbau erbaut.
In einem Plan von 1810 hatte das Gebäude eine Länge von 43 m und eine Breite von 20 m. Die Scheune war 48 m lang und 10 m breit.
Direkt an Gut Weyern befindet sich ein großer Teich, der früher zur Fischzucht genutzt wurde. Östlich des Gutes befand sich auf einer Insel ein Tierpark. Auf der künstlichen Halbinsel im Hausweyer steht ein barocker Torbogen aus Naturstein. Von einem dazugehörigen Gebäude gibt es keine Spuren.

## Die Weiher
Zu Beginn des 17. Jahrhunderts sind folgende Weiher verzeichnet:
- der unterste Weiher (19 Morgen)
- der mittlere Weiher (20 Morgen)
- der Bergsweiher (10 Morgen)
- der Hausweiher (5 Morgen)
- der aus Keeßkammer, Heffel- und Vaßelqweiher vereimgze neue Weiher (16 Morgen)
- der schwarze Weiher (5 Morgen)

1756 wurde am Weyerhof folgende Fische gezüchtet:
- Hechte
- Karpfen
- Schleien
- Barsche
- Karauschen
- Aale
- Weißfische

## Denkmalschutz
Das Bauwerk ist unter Nr. 1/005 in die Denkmalliste der Stadt Düren eingetragen.